# Roberto Rojas (hiszpański piłkarz)
Roberto Rojas González (ur. 17 listopada 1974 w Madrycie) – hiszpański piłkarz grający na pozycji obrońcy.

## Kariera piłkarska
Swoją karierę piłkarską Rojas rozpoczął w klubie Real Madryt. W sezonie 1994/1995 grał w zespole C Realu, a w 1995 roku awansował do zespołu B. W sezonie 1996/1997 spadł z nim z Segunda División do Segunda División B. W 1998 roku stał się członkiem pierwszego zespołu Realu. 13 listopada 1998 zadebiutował w Primera División w przegranym 1:2 domowym meczu z Celtą Vigo. Ogółem w sezonie 1998/1999 rozegrał 5 ligowych meczów.
W 1999 roku Rojas przeszedł do Málagi. Swój debiut w niej zaliczył 21 sierpnia 1999 w zwycięskim 1:0 domowym meczu z Espanyolem. W 2002 roku wygrał z Málagą rozgrywki Pucharu Intertoto. W Máladze grał do końca sezonu 2003/2004.
W 2004 roku Rojas został zawodnikiem Rayo Vallecano, w którym grał w sezonie 2004/2005. W sezonie 2005/2006 występował w AD Alcorcón, a w sezonie 2006/2007 w AD Parla, w którym zakończył swoją karierę.
| Sezon   | Klub           | Kraj      | Rozgrywki          | Mecze | Bramki |
| ------- | -------------- | --------- | ------------------ | ----- | ------ |
| 1994/95 | Real Madryt C  | Hiszpania | Segunda División B | ?     | ?      |
| 1995/96 | Real Madryt B  | Hiszpania | Segunda División   | 17    | 0      |
| 1996/97 | Real Madryt B  | Hiszpania | Segunda División   | 17    | 0      |
| 1997/98 | Real Madryt B  | Hiszpania | Segunda División B | 33    | 1      |
| 1998/99 | Real Madryt    | Hiszpania | Primera División   | 5     | 0      |
| 1999/00 | Málaga CF      | Hiszpania | Primera División   | 32    | 0      |
| 2000/01 | Málaga CF      | Hiszpania | Primera División   | 28    | 0      |
| 2001/02 | Málaga CF      | Hiszpania | Primera División   | 14    | 0      |
| 2002/03 | Málaga CF      | Hiszpania | Primera División   | 10    | 0      |
| 2003/04 | Málaga CF      | Hiszpania | Primera División   | 10    | 0      |
| 2004/05 | Rayo Vallecano | Hiszpania | Segunda División B | 22    | 0      |
| 2005/06 | AD Alcorcón    | Hiszpania | Segunda División B | 24    | 0      |
| 2006/07 | AD Parla       | Hiszpania | Tercera División   | ?     | ?      |